# Cryptocephalus australobispinus
Cryptocephalus australobispinus là một loài bọ cánh cứng trong họ Chrysomelidae. Loài này được Riley & Gilbert miêu tả khoa học năm 1999.